# Amy LePeilbet
Amy Elizabeth LePeilbet (Spokane, 12 de março de 1982) é uma futebolista norte-americana que atua como zagueira. Atualmente joga pelo Chicago Red Stars.

## Títulos
Estados Unidos
- Jogos Olímpicos - medalha de ouro (Londres 2012)

### Campanhas de destaque
Estados Unidos
- Copa do Mundo de Futebol Feminino - 2º lugar (2011)